# Бастија Баса (Виченца)
Бастија Баса је насеље у Италији у округу Виченца, региону Венето.
Према процени из 2011. у насељу је живело 39 становника. Насеље се налази на надморској висини од 58 м.